# 자귀

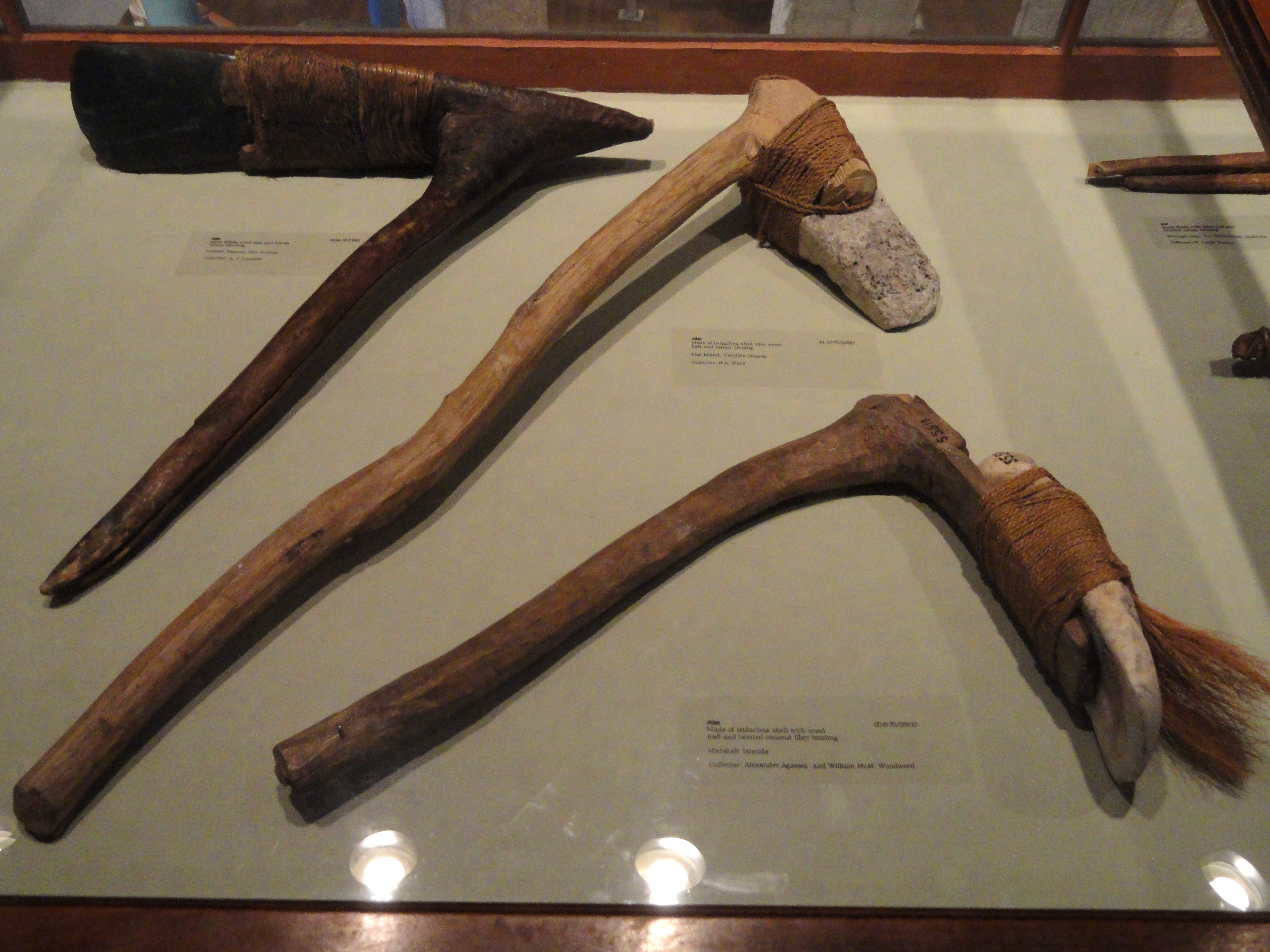
하버드 대학교 피버디 박물관에 소장된 마셜 제도의 자귀

자귀는 나무로 된 길쭉한 줏대 아래에 넓적한 날이 있는 투겁을 박고 줏대 중간에 구멍을 내어 자루를 가로 박아 만든 목재를 깎는 도구이다. 작은 것은 까뀌라고 부른다.

## 역사
자귀는 석기 시대 이래 쓰인 목공 도구로 도끼와 생김새가 비슷하지만 날의 방향이 직각으로 돌려져 있어 주로 나무를 깎아내는 데 사용한다. 도끼는 주로 나무의 벌채나 절단된 원목을 자르는데 쓰이지만, 자귀는 가른 나무를 평평하게 다듬거나 홈을 내는데 사용한다. 한국에서는 삼한시대 이전부터 사용되었다. 삼한시대 이전의 자귀가 출토된 곳으로는 광주 동림동 저습지 유적이 있다.
자귀는 세계의 대부분 지역에서 사용되어 왔다. 고대 이집트는 고왕조 시대의 유물에서 이미 자귀의 모습이 그려진 그림이 보인다. 이집트 고왕조의 자귀는 돌로 된 것이었지만, 이집트의 선사시대에 이미 구리로 된 자귀가 제작되기도 하였다.